# Кочова і національна гвардія
Кочова і Національна гвардія Чаду (фр. Garde Nationale et Nomade du Tchad, GNNT) — одна з чотирьох сил оборони та безпеки Чаду (поряд з армією, жандармерією та поліцією). Відповідно до статті 200 Конституції Чаду від 1996 року до обов’язків GNNT належить охорона політичних та адміністративних посадовців, охорона урядових будівель, підтримання порядку в сільській місцевості та серед кочовиків і охорона в’язнів та місць ув’язнення, тобто за функціями ця організація нагадує внутрішні війська.
GNNT підпорядкована міністру територіальної адміністрації на відміну від армії і жандармерії, які знаходяться в віданні міністра оборони. З 24 травня 2006 року командувачем GNNT є бригадний генерал Махамат Салех Брагім, двоюрідний брат президента Чаду Ідріса Дебі.
GNNT була заснована в 1960-х роках як Територіальна гвардія, але невдовзі була перейменована на Кочову і Національну гвардію. Вона виконувала здебільшого ті ж самі функції, що й тепер, здійсняючи охорону офіційних осіб, урядових будинків і опорних пунктів уряду в регіонах. На відміну від теперішнього часу тодішня GNNT комплектувалася переважно вихідцями з Півдня; до її складу входили лише 250 представників мусульманської Півночі (народу тубу), з яких був сформований окремий підрозділ. В 1968 році підрозділи тубу повстали, знищили гарнізон GNNT в Аузу на крайній півночі країни і приєдналися до мусульманських повстанців FROLINAT, ставши основою так званої Другої Армії (la Deuxième Armée) FROLINAT. Незважаючи на цю невдачу, президент Франсуа Томбалбай довіряв GNNT значно більше, ніж регулярній армії; в 1971 році кількість гвардії було доведена до 3500 осіб під командуванням Каміла Гурвенека, французького офіцера, який одночасно був директором Інформаційної служби, що займалася шпіонажем і розвідувальною діяльністю. Заступником Гурвенека був П’єр Галопен.
Після поширення в 1968 році громадянської війни на північну префектуру Борку-Еннеді-Тібесті і заколоту підрозділів тубу сили GNNT почали дедалі частіше опинятися на передньому краї боротьби з повстанцями. Фінальні зіткнення відбулися в 1977–1978 роках, коли Гукуні Уеддей, лідер однієї з повстанських фракцій, при підтримці з боку Лівії захопив усі опорні пункти центрального уряду на півночі Чаду, завдавши урядовій армії руйнівних втрат; особливо важких втрат зазнала GNNT, яка на початку 1978 року під час штурму Фади і столиці префектури Фая-Ларжо була практично повністю знищена. Після цих подій Кочова і Національна гвардія припинила існування до 1996 року, коли вона була відроджена президентом Ідрісом Дебі.
Хоча стаття 201 Конституції зазначає, що GNNT повинна «поважати права і свободи людини» під час виконання своїх обов’язків, «Міжнародна амністія» повідомляє про порушення прав людини з боку GNNT. Зокрема, 17 листопада 1996 року після загибелі під час облави службовця GNNT підозрюваний в його вбивстві був страчений без суду.